# 아치어
아치어(Achi)는 과테말라의 아치족이 사용하는 마야어족 언어이다. 키체어와 아주 가까운 관계이다. 주로 과테말라 바하베라파스주에서 쓰인다. 크게 두 가지 방언으로 나뉘는데, 라비날(Rabinal) 마을의 라비날 방언과 그보다 서쪽의 쿠불코(Cubulco) 마을에서 쓰이는 쿠불코 방언이 있다.

## 음운론

### 자음
|        |        | 순음 | 치경음 | 후치경음 | 경구개음 | 연구개음 | 구개수음 | 인두음/ 성문음 |
| ------ | ------ | ---- | ------ | -------- | -------- | -------- | -------- | -------------- |
| 파열음 | 무성음 | p    | t      |          |          | k        | q        | ʔ              |
| 파열음 | 방출음 |      | tʼ     |          |          | kʼ       |          |                |
| 파열음 | 내파음 | ɓ    |        |          |          |          |          |                |
| 마찰음 | 마찰음 |      | s      | ʃ        |          |          | χ        | (ʕ)            |
| 파찰음 | 무성음 |      | ts     | tʃ       |          |          |          |                |
| 파찰음 | 방출음 |      | tsʼ    | tʃʼ      |          |          |          |                |
| 비음   | 비음   | m    | n      |          |          |          |          |                |
| 전동음 | 전동음 |      | r      |          |          |          |          |                |
| 접근음 | 접근음 | w    | l      |          | j        |          |          |                |

- 무성 파열음은 어말이나 자음 앞에서 유기음 [pʰ tʰ kʰ qʰ]이 될 수 있다.
- 모음 앞의 어두나 모음 사이에 인두 마찰음 [ʕ]이 삽입되기도 한다.
- 구개수음 /χ/은 특정 환경에서 연구개음 [x]가 되기도 한다. /n/이 연구개음 앞에 올 때는 [ŋ]가 되기도 한다.
- 공명음 /l r j/은 어말이나 무성음 앞에서 무성음 [l̥ r̥ j̊]이 되기도 한다.[3]

### 모음
|        | 전설 | 중설 | 후설 |
| ------ | ---- | ---- | ---- |
| 고모음 | i iː |      | u uː |
| 중모음 | e eː |      | o oː |
| 저모음 |      | a aː |      |